# Bjarkamál
Bjarkamál (en noruego moderno y danés moderno Bjarkemål) es un poema en nórdico antiguo del siglo X (alrededor del año 1000). Solo sobreviven algunas estrofas en la versión islandesa, el resto corresponde a la transliteración en latín de Saxo Grammaticus; este último consiste en 298 hexámetros, y relata la caída de Hrólfr Kraki en Lejre, Selandia, descrito como un diálogo entre dos de los doce berserkers de Kraki, Bödvar Bjarki (que cede su nombre al poema), el más famoso guerrero de la corte del legendario rey danés, y Hjalte (o Hilt). El poema se inicia con Hjalte despertando a sus colegas berserkers, entendiendo que están sometidos a un ataque. En el año 1030 el rey Olaf II de Noruega solicitó al escaldo Tormod Kolbrunarskald que recitase el Bjarkamál para despertar a su ejército superado en número antes del inicio de la batalla de Stiklestad, según la saga de los Fóstbrœðra.
En Bjarkamál, Hrólf Kraki había sometido a los suecos de forma que debían pagarle impuestos. En lugar de eso, los suecos destruyen su corte en Lejre con un engaño parecido al caballo de Troya de Homero: Los carros, que llevaban supuestamente las ofrendas a Lejre, están llenos de armas. Cuando los suecos, liderados por el caudillo Hjartvar, llegan a Lejre, son invitados a una fiesta pero al contrario que los daneses, se aseguran permanecer sobrios. Saxo combina situaciones del poema original danés con otras procedentes de la Eneida, conocido como nyktomakhi, donde Eneas explica a Dido sobre la batalla entre griegos y troyanos. Nyktomakhi tiene la misma extensión que Bjarkamál, y contiene los mismos elementos: El caballo de Tropa/las armas camufladas en el interior; daneses/troyanos dormidos mientras griegos/suecos les atacan; y el clímax: La diosa Venus informa a Eneas que es el deseo de los dioses, (estos son Júpiter, Juno, Minerva y Neptuno) que Troya debe perecer y él debe escapar con honor. 
Ruth, la hermana de Hrólf Kraki muestra a Bjarki el dios Odín, aunque la visión solo es posible en el mismo momento de la muerte de Bjarki y Hjalte.
Un ejemplo muy conocido de fe nórdica en fylgjur, es Bjarki en Bjarkamál durmiendo en la sala, mientras su "fylgja" (doppelgänger en forma animal), el oso, está luchando por él en el exterior. Cuando Bjarki se levanta y se suma a la lucha, el oso ha desaparecido.
El himno "Sol er oppe" (= Se levanta el sol) de 1817 por Grundtvig, es una versión moderna del poema.

## Contenido
La mayor parte del poema se ha perdido.Solo existen algunos fragmentos preservados en Skáldskaparmál y Heimskringla; en la traducción que aparece en Gesta Danorum de Saxo Grammaticus probablemente no es absolutamente fiel al original. 
El siguiente ejemplo puede ilustrar la diferencia entre el original en nórdico antiguo y la traducción en latín:
| Non ego virgineos iubeo cognoscere ludos nec teneras tractare genas aut dulcia nuptis oscula conferre et tenues astringere mammas, non liquidum captare merum tenerumve fricare femen et in niveos oculum iactare lacertos. Evoco vos ad amara magis certamina Martis. Bello opus est nec amore levi, nihil hic quoque facti mollities enervis habet; res proelia poscit. edición de J. Olrik | Yo no sé como aprenden el arte las doncellas, tampoco caricias de suaves mejillas, ni dulces besos a la novia y presionar los pequeños pechos, ni el deseo del vino que fluye y el roce de los suaves muslos ojos castos sobre brazos fríos. Te convoco a la severa lucha de la Guerra. Necesitamos la batalla, y no ligerezas de amor; la débil languidez no tiene nada que hacer aquí: nuestra necesidad clama por batallas. Trad. de Elton |  |
| Vekka yðr at víni né at vífs rúnum, heldr vekk yðr at hörðum Hildar leiki. edición de Finnur Jónsson | Te conmino a no lamentarte ni a conversar como mujeres, pero mucho más al duro juego de Hild. Trad. de Hollander |  |